# Дезидерато, Маттео
Маттео Дезидерато (итал. Matteo Desiderato; 1750 (или 1752 год), Шакка, Королевство Сицилия — 1827 год, Катания, Королевство Обеих Сицилий) — итальянский художник, писавший картины в стиле позднего барокко и раннего неоклассицизма.

## Биография
Маттео Дезидерато родился в 1750 (по другой версии в 1752) году в Шакке, в провинции Агридженто, в королевстве Сицилия. Подростком переехал в Рим, где был принят в мастерскую художника Мариано Росси, также уроженца Шакки.
Во время своего пребывания в Риме женился на девушке с Сицилии, от которой у него родилась дочь, но в конце 70-х годов XVIII века, ушёл из семьи. Вернулся на Сицилию, поселившись в Катании, где получал многочисленные заказы от клиентов, главным образом, местного духовенства и дворянства. Вскоре им была основана популярная в то время школа живописи, среди учеников которой особенно следует отметить Себастьяно Ло Монако, Антонио Пеннизи, Джузеппе Гандольфо и Джузеппе Раписарди.
Маттео Дезидерато умер в Катании в 1827 году.

### Основные работы
- Эскиз алтарной картины «Товия и ангел» (1780) в церкви Святого Бенедикта в Катании.
- Фрески во дворце Бискари — «Пир богов», «Слава семьи Бискари» (1780—1782).
- «Святое Семейство» (1790) из коллегиальной церкви в Катании.
- Картины для церкви Архангела Раффаэля в Ачиреале (около 1794).
- Святой Лев, епископа Катании и маг Илиодор, знаменитый холст, ныне хранящийся в старой церкви в Санта-Мария-ди-Ликодия.